# Руско
Руско (фин. Rusko) — община в провинции Исконная Финляндия, губерния Западная Финляндия, Финляндия. Общая площадь территории — 127,90 км², из которых 0,78 км² — вода.

## Демография
На 31 января 2011 года в общине Руско проживало 5821 человек: 2895 мужчин и 2926 женщин.
Финский язык является родным для 97,8% жителей, шведский — для 1,32%. Прочие языки являются родными для 0,88% жителей общины.
Возрастной состав населения:
- до 14 лет — 21,75%
- от 15 до 64 лет — 64,8%
- от 65 лет — 13,37%

Изменение численности населения по годам:
| Год  | Численность |
| ---- | ----------- |
| 1980 | 3361        |
| 1990 | 4542        |
| 2000 | 5174        |
| 2010 | 5816        |
| 2011 | 5821        |